# Бобровка (Томская область)
Бобровка — деревня в Томском районе Томской области России. Входит в состав Наумовского сельского поселения.

## География
Деревня находится в юго-восточной части Томской области, в пределах подтаёжно-лесостепного района таёжной зоны, вблизи истока реки Чёрной, на расстоянии примерно 11 километров (по прямой) к северо-востоку от города Томска. Абсолютная высота — 161 метр над уровнем моря.
Часовой пояс
Деревня Бобровка, как и вся Томская область, находится в часовой зоне МСК+4. Смещение применяемого времени относительно UTC составляет +7:00.

## История
Основана в 1897 году. По данным 1926 года в деревне имелось 76 хозяйств и проживало 401 человек (в основном — русские). Функционировала школа I ступени. В административном отношении являлась центром Бобровского сельсовета Томского Томского округа Сибирского края.

## Население
| 2008 | 2009 | 2010 | 2011 | 2012 | 2013 | 2014 |
| ---- | ---- | ---- | ---- | ---- | ---- | ---- |
| 1    | →1   | ↗5   | →5   | ↘3   | →3   | →3   |
| 2015 | 2021 |      |      |      |      |      |
| →3   | ↗5   |      |      |      |      |      |

Половой состав
По данным Всероссийской переписи населения 2010 года в гендерной структуре населения мужчины составляли 60 %, женщины — соответственно 40 %.

## Известные уроженцы
- Пуховский, Николай Фомич (1901—19??) — советский военачальник, полковник.